# Nederlands landskampioenschap 1896-1897
Al campionato parteciparono sette squadre e il RAP Amsterdam vinse il titolo.

## Classifica finale
|   | Club                | G  | V  | N | P  | GF | GS | Punti | DR  |                                             |
| - | ------------------- | -- | -- | - | -- | -- | -- | ----- | --- | ------------------------------------------- |
| 1 | RAP                 | 12 | 10 | 1 | 1  | 52 | 10 | 21    | +41 |                                             |
| 2 | HVV                 | 12 | 7  | 2 | 3  | 44 | 12 | 16    | +32 |                                             |
| 3 | HBS                 | 12 | 7  | 0 | 5  | 20 | 22 | 14    | -2  |                                             |
| 4 | Sparta Rotterdam    | 12 | 5  | 2 | 5  | 20 | 30 | 12    | -10 |                                             |
| 5 | Rapiditas Rotterdam | 12 | 5  | 1 | 6  | 28 | 25 | 11    | +3  |                                             |
| 6 | Victoria Rotterdam  | 12 | 3  | 2 | 7  | 19 | 43 | 8     | -24 | Non parteciparono al campionato successivo. |
| 7 | Koninklijke HFC     | 12 | 1  | 0 | 11 | 10 | 51 | 2     | -41 | Non parteciparono al campionato successivo. |

G = Partite giocate; V = Vittorie; N = Nulle/Pareggi; P = Perse; GF = Goal fatti; GS = Goal subiti; DR = Differenza reti, PT = Punti